# Telchini
I Telchini (in greco antico: Τελχῖνες?, Telkhînes) sono dei personaggi della mitologia greca. Furono i primi abitanti dell'isola di Rodi ed erano conosciuti anche a Creta e Cipro.

## Genealogia
Figli di Ponto e Gea o di Tartaro e Nemesi o del sangue di Urano. Oppure di Ponto e Thalassa od ancora figli di Poseidone e Alia.
Secondo una fonte i Telchini erano in origine i cani di Atteone che furono trasformati in uomini.

### Nomi e numero
Poiché più di un autore si è espresso sui nomi e sul numero dei Telchini, l'elenco che segue rappresenta la somma dei loro nomi con le varianti dello stesso nome messe tra parentesi. 

Demonatte (Damone), Mila, Atabirio (Ataburone), Anteo , Megalesio, Ormeno, Lico, Nicone, Mimone, Crisone, Argirone e Calcone, Scelmi e Damnameneo. 

Ci sono inoltre le femmine Alia, Lisagora Macelo e Dessitea.
Demonatte e Macelo ebbero la figlia Dessitea.

## Attitudini ed aspetto
A seconda degli autori, i Telchini svolgevano una svariata varietà di ruoli, che partiva dai coltivatori del suolo ai ministri degli dei e, sotto alcuni aspetti, erano in grado di fare le stesse cose degli Ecatonchiri (come giganti delle tempeste) ed i Ciclopi (come lanciatori di tuoni e fulmini) ma erano anche abili nella metallurgia (costruttori del tridente di Poseidone e della falce di Crono) come i Cureti ed i Dattili. 

Con i Ciclopi inoltre aiutarono Efesto a costruire la collana di Armonia e fu per l'invidia delle loro capacità che gli uomini cominciarono a parlar male di loro.
Infatti, erano anche definiti stregoni o demoni invidiosi e con un aspetto distruttivo così come lo era lo sguardo o che avessero pinne al posto delle mani e le teste di cani o che fossero figli dei pesci od anche dotati del potere di portare grandine, pioggia e neve nonché di assumere qualsiasi forma desiderassero. 

Nella loro malvagità potevano produrre una sostanza velenosa ed erano paragonati ad Alastore per aver condizionato le incessanti peregrinazioni della gente o chiamati Palamnaioi per aver versato l'acqua avvelenata del fiume Stige sui campi coltivati rendendoli infertili, od ancora che fossero ricoperti di aculei velenosi come il riccio di mare.

## Provenienza e tracce
La loro terra d'origine varia a seconda degli autori poiché alcuni scrivono che vennero da Creta per spostarsi prima a Cipro e poi a Rodi ed altri che una volta giunti a Cipro si spostarono in Beozia dove edificarono un santuario ad Atena. 

Probabilmente ogni autore diede un destino particolare ad ogni personaggio di cui raccontava (o solo ad alcuni). Di Lico ad esempio, Diodoro Siculo scrive che si recò in Licia, dove tra la città di Xanthos e l'omonimo fiume edificò un tempio dedicato ad Apollo.

## Mitologia
Ai Telchini Rea affidò Poseidone infante e loro lo accudirono con l'aiuto di Cafira ed un'altra versione dice invece che Rea li accompagnò nel viaggio da Rodi a Creta dove nove di loro (chiamati Cureti) furono scelti per educare il giovane Zeus (che era stato nascosto sull'isola per salvarlo). 

Nella varietà dei miti a loro dedicati, gli stessi dei (Rea, Zeus ed Apollo) furono anche ostili verso i Telchini e sempre gli dei (Zeus, Poseidone ed Apollo), li avrebbero anche uccisi poiché avevano utilizzato più volte la magia per scopi malvagi tra cui l'esempio di avvelenare l'acqua del fiume Stige per poter distruggere campi, animali e raccolti, cosa questa che, secondo Nonno di Panopoli fu una loro vendetta per essere stati cacciati da Rodi per mano degli Eliadi.
Gli autori concordano sul fatto che i Telchini furono infine distrutti dagli dei ma ognuno ne dà una versione diversa. 

Ovidio scrive con il Diluvio Universale, Pindaro con un fulmine di Zeus, Nonno di Panopoli con il tridente di Poseidone ed infine da Apollo nelle sembianze di un lupo.
Ovidio aggiunge che Macelo fu uccisa da un fulmine di Zeus, mentre Callimaco e Nonno di Panopoli che fu l'unica ad essere uccisa in quel modo mentre la figlia Dessitea sopravvisse ed ebbe il figlio Eussantio da Minosse.